# دموع الشيطان (فلم)
دموع الشيطان هو فيلم مصري عرض عام 1986، بطولة فريد شوقي وسماح أنور ومحيي إسماعيل وحسين الشربيني، من تأليف محمد الباسوسي ومن إخراج عادل الأعصر.

## قصة الفيلم
عاطف شاب مريض نفسي، عنيف ومعقد من النساء يتحول إلى قاتل متسلسل يرسل رسائل إلى المباحث بجرائمه، تحاول وفاء انقاذه رغم تهديده لها عبر الرسائل بقتل خطيبها عبر التحليل النفسي وبمساعدة الشرطة الذين يسعون وراءه. ولكن لا يتوقف عاطف عن القتل وينتحر بعد محاصرة الشرطة له للقبض عليه.

## طاقم التمثيل
- فريد شوقي: (وجدي البنهاوي)
- سماح أنور: (وفاء)
- محيي إسماعيل: (عاطف)
- حسين الشربيني: (المقدم شريف)
- نبيلة كرم: (محاسن - والدة تامر)
- جمال صالح: (حسام وجدي البنهاوي)
- مريم فخر الدين: (والدة وفاء)
- فتحية شاهين: (والدة حسام)
- سمير وحيد: (عصام - ضابط مباحث)
- مدحت مرسي: (محمود - زميل عاطف)
- مدحت غالي: (محسن - والد تامر)
- حافظ أمين: (حارس العوامة)
- هاني محمود: (الطفل تامر محسن)
- سمير رستم: (أحمد رأفت - الطبيب)
- فاتن فؤاد: (ماجدة - زوجة محمود)
- عبد المنعم النمر: (أحمد شكري - والد عاطف)
- نجوى سلطان: (عصمت - والدة عاطف)
- سامح سعيد: (عاطف وهو صغير)
- صباح محمود: (عصمت)

## فريق العمل
- إخراج: عادل الأعصر
- تأليف: محمد الباسوسي
- مدير التصوير: محمد عسر
- مونتاج: عنايات السايس
- إعداد موسيقي: طارق شرارة
- إنتاج: أفلام الأعصر (عادل الأعصر)
- توزيع داخلي: أفلام إيهاب الليثي
- توزيع خارجي: الشركة اللبنانية للتجارة والاستثمار (صباح إخوان)